# Jan Spychalski
Jan Spychalski (ur. 3 kwietnia 1893 w Czeszewie, zm. 31 października 1946 w Poznaniu) – polski malarz, biograf i publicysta.

## Życiorys
Gimnazjum ukończył w Wągrowcu. Studia z zakresu literatury, filozofii, muzykologii i historii sztuki odbywał w latach 1914-1918 w Krakowie i Berlinie. Osiadł następnie w Poznaniu, gdzie podjął pracę w spółce wydawniczej Ostoja, a od 1920 w Bibliotece Uniwersyteckiej jako kierownik katalogu.
Od powrotu do Poznania nawiązał kontakty ze środowiskiem literatów i artystów skupionych wokół ekspresjonistycznego czasopisma Zdrój i działających w grupie Bunt. Malować zaczął około roku 1923 (z tego roku datuje się jego najwcześniejszy zachowany obrazek olejny). Pierwsze prace artysta jednak zamalował, lub zniszczył. Zachowane obrazy datuje się od roku 1927. W maju Wacław Taranczewski urządził w poznańskim Salonie 35 jego pierwszą indywidualną wystawę. Wysoko oceniona przez krytykę wystawa, zaowocowała przyjęciem Jana Spychalskiego do Związku Polskich Artystów Plastyków.
Tematyką prac Spychalskiego są różnorodne martwe natury, kompozycje figuralne, pejzaże. Zdaniem wielu krytyków jego obrazy odznaczają się swoistym, bardzo sugestywnym urokiem. Uproszczone, falujące formy wyprowadzał prostymi środkami technicznymi, którymi posługiwał się ze spontaniczną szczerością i dużą kulturą, wykańczając starannie powierzchnie swych prac. Był autorem prac bibliograficznych, artykułów poświęconych literaturze i plastyce oraz tłumaczem francuskich opracowań z historii sztuki, m.in. Historii malarstwa we Włoszech, H.Beyle’a.

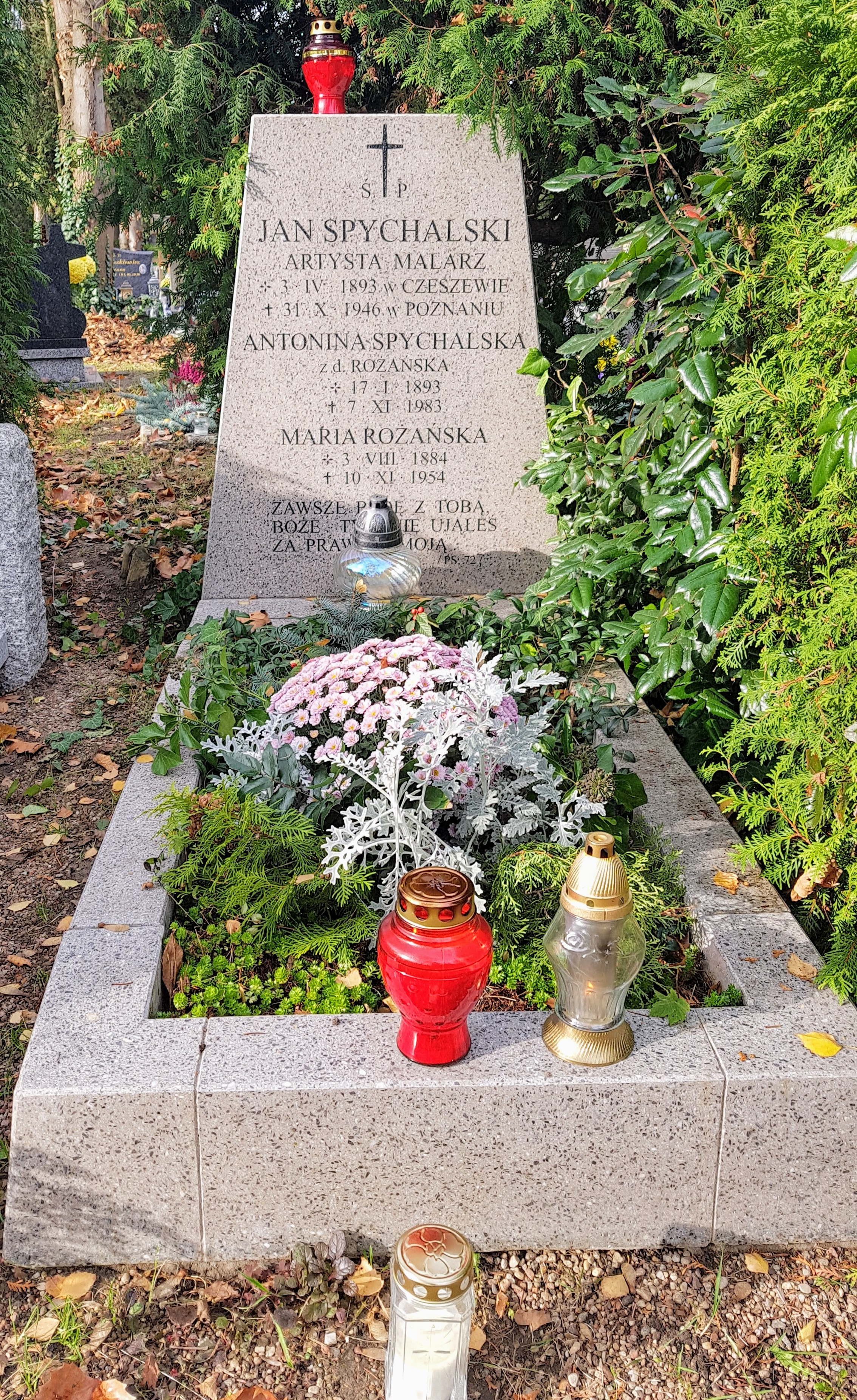
Grób Jana Spychalskiego

Zmarł 31 października 1946 roku i został pochowany na cmentarzu parafialnym Bożego Ciała przy ul. Bluszczowej.

## Wystawy po wojnie
- 1956 odbyła się w Poznaniu pierwsza wystawa retrospektywna. (Wstęp tak jak 20 lat wcześniej napisał Wacław Taranczewski)
- 1958 obszerna ekspozycja obrazów w ramach Festiwalu Sztuk Plastycznych w Sopocie
- 1958 zorganizowana przez Ryszarda Stanisławskiego, indywidualna wystawę w CBWA w Warszawie
- 1960 obrazy artysty reprezentowały Polskę na 30 Biennale Sztuki w Wenecji.
- 2005 wystawa w Krakowie „Jan Spychalski 1893 – 1946. Skupienie i marzenie”
- 2007 wystawa w Muzeum Regionalnym w Wągrowcu „Jan Spychalski 1893-1946. Malarstwo”.

## Życie prywatne
W 1927 ożenił się z Antoniną Rożańską.

## Upamiętnienie
W 1973 Zarząd Okręgu Poznańskiego ZPAP oraz Wydziały Kultury Urzędu Miasta Poznania i Urzędu Wojewódzkiego zorganizowały I Konkurs Malarski im. Jana Spychalskiego. Inicjatywę kontynuowano w następnych latach..
Od 2017 roku, na mocy tzw. ustawy dekomunizacyjnej, dawna ulica Marcina Chwiałkowskiego w Poznaniu nosi imię Jana Spychalskiego.